# Economie van India
| Economie van India                 | Economie van India |
| ---------------------------------- | --- |
| Munteenheid                        | 1 roepie () = 100 cent |
| Fiscaal jaar                       | 1 april - 31 maart |
| Handelsorganisaties                | WTO, SAFTA, G20 |
| Statistieken                       | |
| Bbp-rang (2022)                    | 5de |
| Economische groei (bbp) (2021)     | 8,7% |
| Bbp per hoofd (2021)               | US$ 6600 |
| Bbp per sector (2016)              | diensten (62%), industrie (23%), landbouw (15%) |
| Inflatiepercentage (2021)          | 5,1% |
| Beroepsbevolking (2021)            | 477 miljoen |
| Beroepsbevolking per sector (2014) | diensten (31%), industrie (22%), landbouw (47%) |
| Werkloosheidspercentage (2021)     | 6,0% |
| Belangrijke industrieën            | Communicatie, textiel, chemicaliën, voedselverwerking, staal, transportatie benodigdheden, cement, mijnbouw, petroleum, machines, software, farmaceutica |
| Handelspartners                    | |
| Uitvoer (2021)                     | US$ 643 miljard |
| Belangrijkste partners (2021)      | VS 16%, VAE 6%, China 6%, Bangladesh 6% en Hongkong 3%                                                                                                   |
| Invoer (2021)                      | US$ 717 miljard |
| Belangrijkste partners (2021)      | China 17%, VS 7%, VAE 7%, Zwitserland 6% en Saoedi-Arabië 5%                                                                                             |
| Openbare financiën                 | |
| Openbare schuld (2018)             | 46,5% van BBP |
| Externe schuld (2019)              | US$ 555 miljard |
| Opbrengsten (2017)                 | US$ 285 miljard |
| Uitgaven (2017)                    | US$ 330 miljard |
| Donor van economische hulp (2004)  | US$ 2,1 miljard |

De economie van India is de vijfde economie van de wereld gemeten naar bruto binnenlands product (bbp). India is lid van de BRIC-groep van landen met de snelstgroeiende economieën in de wereld. Andere leden van de groep zijn Brazilië, Rusland en China.
Na zijn onafhankelijkheid in augustus 1947 had India eerst een socialistische geleide economie gebaseerd op het voorbeeld van de Sovjet-Unie. Sinds het begin van de negentiger jaren van de twintigste eeuw heeft het zijn economie echter geherstructureerd, en nu is het met 8 tot 10% jaarlijkse groei een van de snelstgroeiende economieën van de wereld.
De snelle groei is voornamelijk te verklaren door de groei van de consumerende middenklasse, grote beschikbaarheid van zowel goed opgeleide als minder geschoolde arbeidskracht, een goed schoolsysteem en aanzienlijke buitenlandse investeringen.

## Introductie
Sinds de begin jaren 80 heeft de Indiase economie zich voorspoedig ontwikkeld. De reële economische groei lag tussen de vijf en tien procent op jaarbasis en het jaar 2020 was met een daling van bijna 6% een opvallende uitzondering. Ondanks een verdubbeling van de bevolking tussen 1980 en 2020, van zo'n 700 miljoen naar 1,4 miljard, is het bruto binnenlands product (bbp) per hoofd van de bevolking eveneens fors gestegen. Tussen 2004 en 2020 daalde het aantal personen dat leeft in extreme armoede, dat is minder dan 2,15 Amerikaanse dollar per persoon per dag, fors, van bijna 40% van de bevolking naar 15% in 2020. De inflatie blijft onder controle, slechts in enkele jaren lag deze kortstondig boven de 10% op jaarbasis, maar ligt wel hoger dan in de Europese Unie. De overheid kampt met een redelijk consistent begrotingstekort, niet vreemd voor een ontwikkelingsland, en leent om dit tekort te dekken. Door de hoge economische groei is de bruto schuldenlast van de overheid, uitgedrukt in een percentage van bbp, redelijk stabiel gebleven, al nam deze na 2019 wel toe. Er is een structureel maar klein tekort op de lopende rekening. India kent een structureel tekort op de goederenbalans, maar dit wordt bijna volledig gecompenseerd door een overschot op de dienstenbalans. 
| Jaar | BBP (in miljarden US$) | BBP per hoofd (in US$) | BBP per hoofd (in US$, PPP) | Reële groei (% mut JoJ) | Inflatie (% mut JoJ) | Saldo overheids- begroting (in % BBP) | Bruto staatsschuld (in % BBP) | Saldo lopende rekening (in % BBP) |
| ---- | ---------------------- | ---------------------- | --------------------------- | ----------------------- | -------------------- | ------------------------------------- | ----------------------------- | --------------------------------- |
| 1980 | 189                    | 272                    | 534                         | 5,3%                    | 11,3%                |                                       |                               | −1,3%                             |
| 1985 | 238                    | 305                    | 791                         | 5,3%                    | 6,3%                 |                                       |                               | −2,0%                             |
| 1990 | 327                    | 375                    | 1105                        | 5,5%                    | 11,2%                | −7,9%                                 |                               | −2,9%                             |
| 1995 | 367                    | 380                    | 1442                        | 7,6%                    | 10,0%                | −6,7%                                 | 69,5%                         | −1,6%                             |
| 2000 | 477                    | 450                    | 1911                        | 4,0%                    | 3,8%                 | −8,3%                                 | 73,6%                         | −0,6%                             |
| 2005 | 834                    | 722                    | 2728                        | 9,3%                    | 4,4%                 | −7,4%                                 | 81,0%                         | −1,2%                             |
| 2010 | 1708                   | 1377                   | 4160                        | 10,3%                   | 10,5%                | −8,6%                                 | 66,4%                         | −2,8%                             |
| 2015 | 2104                   | 1590                   | 5412                        | 8,0%                    | 4,9%                 | −7,2%                                 | 69,0%                         | −1,0%                             |
| 2020 | 2672                   | 1913                   | 6517                        | −5,8%                   | 6,2%                 | −12,9%                                | 88,5%                         | 0,9%                              |

## Sectoren van de economie
De dienstensector omvat 23% van de werknemers en groeit snel. Economisch gezien levert het 55% van het Indiase bbp (2007).
De industriële sector, welke 14% van de werkgelegenheid biedt, draagt 28% bij aan het bbp.
India is tevens na China de grootste landbouwproducent, hierin werken 60% van de mensen maar het genereert maar 15% van het bbp en de landbouw speelt een steeds minder belangrijke rol.
Belangrijke problemen zijn de gebrekkige infrastructuur, de corruptie en de grote verschillen in inkomen.

### Energie sector
India produceerde 557 miljoen ton olie-equivalent (Mtoe) in 2016. (1 Mtoe = 11,63 TWh, miljard kilowattuur.) De energiebronnen waren kolen 49%, olie en gas 12%, kernenergie 2%, biomassa en afval 34%, waterkracht 2%, overig duurzaam 1%. Dat was niet genoeg voor de energievoorziening, het TPES (total primary energy supply): 862 Mtoe. Het land importeerde 314 Mtoe fossiele brandstof meer dan het exporteerde.
Van de energie ging ongeveer een derde verloren bij conversie, vooral bij elektriciteitsopwekking en cokesbereiding uit kolen. 5% werd gebruikt voor niet-energetische producten zoals smeermiddelen, asfalt en petrochemicaliën. Voor eindgebruikers resteerde 526 Mtoe waarvan 95 Mtoe = 1100 TWh elektriciteit.
De uitstoot van kooldioxide was 2000 megaton, dat is 1,6 ton per persoon, veel minder dan het wereldgemiddelde 4,4 ton per persoon.
In de periode 2012-2016 steeg het eindgebruik 11%. Zonne- en windstroom steeg 84%, kernenergie 15%.
Het totale geïnstalleerde vermogen van windturbines steeg 66%. Eind 2016 was het 28,7 GW.
In 2017 maakte de Indiase regering bekend nog eens tien nieuwe kerncentrales van elk 700 MW te bouwen. Het land wil zo kunnen voldoen aan het klimaatakkoord van Parijs.

## Geschiedenis

### 1947-1992
Na de onafhankelijkheid in 1947 wilde het land de koloniale ervaring van zich af schudden. De startpositie was niet benijdenswaardig, driekwart van de Indiase bevolking was actief in de landbouw, 14% van de bevolking was alfabeet en de gemiddelde levensverwachting was 32 jaar. Om hierin snel verbetering te brengen, lag de focus van het binnenlands economisch beleid op protectionisme, met een sterke nadruk op industrialisatie om de importen te verminderen, en een actieve overheid met centrale planning en sterke regulering van het bedrijfsleven. Het beleid op het gebied van buitenlandse handel en investeringen door buitenlandse bedrijven bleef relatief liberaal.
Er kwamen vijfjarenplannen met die van de Sovjet-Unie als voorbeeld en een focus op zware industrie. India ging daarbij wel minder ver dan de Sovjet-Unie en er bleef ruimte voor het particuliere bedrijfsleven. Desondanks werden halverwege de jaren vijftig diverse grote luchtvaartmaatschappijen, verzekeraars en mijnbouwbedrijven genationaliseerd. In juli 1969 kwamen ook 14 grote banken in staatshanden. De landbouw kreeg pas vanaf medio jaren zestig een impuls door de introductie van nieuwe zaadvariëteiten, meer kunstmest en irrigatie. Dit legde de basis voor de groene revolutie in India.
De staatsbedrijven waren geen toonbeeld van efficiency en de overheid moest veel geld bijleggen om ze draaiende te houden. In 1984 beloofde Rajiv Gandhi economische liberalisering, maar dit verloor aan kracht in latere jaren toen zijn regering werd ontsierd door schandalen. Na het uiteenvallen van de Sovjet-Unie, een belangrijke handelspartner, en een stijging van de olieprijzen als een gevolg van de Golfoorlog, kampte het land met grote tekorten op de handelsbalans. India kon niet aan zijn financiële verplichting voldoen en minister van Financiën Manmohan Singh vroeg aan het Internationaal Monetair Fonds (IMF) om een lening. Het IMF heeft US$ 2,3 miljard geleend aan India, in ruil voor economische deregulering.